# Сибирский горный козёл
Сибирский горный козёл, или сибирский козёл, или центральноазиатский козёл, или центральноазиатский каменный козёл, или тэк (лат. Capra sibirica), — вид парнокопытных из рода Горные козлы семейства Полорогие, обитающий в горных регионах Азии.

## Внешний вид
Это один из самых крупных представителей рода горных козлов, а по ряду данных и самый крупный. Длина тела у самцов 130—160 см, высота в холке 80—110 см. Вес, по одним данным, — свыше 60 кг, а осенью до 90 кг, по другим достигает 130 кг.
Наиболее авторитетные советские источники 1960—1970-х годов указывали численность сибирских козлов на всей территории СССР в 500 тыс. голов; при этом подчёркивалось, что из-за резкого падения численности вида охота на него была тогда запрещена.
Сибирский горный козёл — довольно крупное копытное. Внешне он несколько напоминает домашнего козла, но более мускулистый, поджарый и стройный. Относительно короткое, мощное туловище покоится на сильных, толстых ногах с тупыми копытами. Голова относительно большая, с конусообразно вытянутой мордой, шея мускулистая. У самцов рога достигают огромного размера, они дугообразно вытянуты назад, несут часто расположенные и сильно выпуклые поперечные валики. Рога достигают длины 150 см, у самок они гораздо меньше, до 40 см.
Половой диморфизм выражен, как и в целом у всех видов рода Capra, достаточно сильно. Самки значительно меньше самцов, рога у них также намного менее развиты, борода намного меньше.
Окраска летнего меха буроватая, низ тела при этом светлее. Старые самцы бывают часто тёмно окрашены, почти в шоколадный цвет. Самки и молодняк — ровного буроватого или коричневого цвета. Зимой окраска желтовато-серая или буровато-серая. Борода, достигающая у самцов значительного развития, чёрно-бурая летом и коричнево-бурая зимой. От затылка вдоль спины до основания хвоста тянется тёмноокрашенная чёрно-бурая полоса. Брюхо покрыто длинной шерстью с буроватой окраской.
Следы этого козла, как утверждают зоологи, легко спутать со следами других копытных; во всяком случае, до самого последнего времени его следы оставались мало изученными.
Сибирский козёл — молчаливое животное. Он редко подаёт голос вне брачного сезона. В случае тревоги он может издавать резкий свист, раненый или пойманный козёл глухо мычит. Молодые могут издавать звуки, похожие на блеяние домашнего барашка, но более глухие. Во время гона самцы громко ревут, самки тоже ревут, но гораздо тише.

## Ареал и места обитания
Сибирский горный козёл встречается в следующих странах: Российская Федерация, Казахстан, Китай, Киргизия, Афганистан, Монголия, Таджикистан, Узбекистан, Индия, Пакистан.

### Биотоп
Места обитания приурочены к скалистым участкам гор. Отмечается, что чем меньше козлов беспокоят люди, тем ниже они держатся, встречаясь не только в альпийском поясе, но и в пределах лесистой зоны. Во время жировки козлы, тем не менее, стараются не отдаляться от скал. Зимой животные предпочитают наименее заснеженные места, поскольку при глубоком снеге сильно вязнут и становятся беспомощными.

## Образ жизни
Сибирский горный козёл — сравнительно оседлое животное. В местах, где его мало беспокоят, он совершает лишь незначительные сезонные и, тем более, суточные перемещения. Осенью козлы собираются в стада до 30 голов, в которые входят и самцы, и самки всех возрастов. В эту пору они чаще, чем в другое время, пасутся на альпийских лугах, проводя там иногда целые дни. К зиме козлы сильно жиреют. Животные питаются травянистыми растениями, побегами, листьями, хвоей кустарников и деревьев.
В зимнее время стада козлов нередко сопровождаются стайками уларов, которые живут и гнездятся в тех же местах. Эти птицы разыскивают корм там, где козлы разрывают грунт. Улары, кроме того, обычно первыми замечают опасность и издают тревожный свист, после которого козлы спасаются бегством.

## Подвиды
Советские зоологи 1950-х годов, признавая, что систематика данного вида была весьма запутанной, выделяли три подвида сибирского козла:
- Сибирский тэк (Capra sibirica sibirica Meyer), типовой подвид. Характеризуется мелкими размерами, короткими и тонкими рогами, кроме того укороченными носовыми костями. Окраска светлая. Распространён на Саянах, Алтае, на севере Монголии.
- Алайский тэк (Capra sibirica alaiana Noack), более крупных размеров, чем предыдущий. Рога длинные и толстые, носовые кости удлинённые. Окраска тёмная. Встречается на большей части Тянь-Шаня и на Памиро-Алае.
- Киргизский тэк (Capra sibirica formozovi Zalkin). От предыдущего подвида отличается отсутствием в зимнее время у самцов светлого седловидного пятна. Ареал — западный Тянь-Шань, Таласский Алатау. В 1947 году представители этого подвидабыли завезены в Крым, где размножились на Чатыр-Даге.

Более поздние советские источники, в том числе известный справочник «Жизнь животных» (1971 год) говорили о трёх или четырёх подвидах, из которых в пределах СССР встречались два.

## Естественные враги, болезни и паразиты
Там, где снежные барсы были многочисленны, они существовали в основном за счёт питания сибирскими козлами. Это же касается и волков. И барсы, и волки, по мнению зоологов, зимой нападают прежде всего на старых козлов, ослабевших после гона, а летом — на молодняк. На маленьких козлят нападают крупные хищные птицы, прежде всего беркуты. Серьёзный урон поголовье козлов несёт от бескормицы в некоторые годы, при гололёде. Много козлов погибает и от снежных лавин.

## Угрозы
По сравнению с другими видами горных козлов данный вид встречается часто и не состоит под угрозой. Оценки его общей численности, датируемые 1990-ми годами, составляют свыше 250 тысяч особей. Потенциальной опасностью для сибирских горных козлов могут стать неконтролируемая охота и браконьерство.